# Opiate (album)
Albums de Tool
Undertow
(1993)
Opiate est un EP de Tool, sorti en mars 1992 sur le label Zoo Entertainment, soit environ deux ans après la formation du groupe et un an avant leur premier album Undertow.
Il n'y a pas d'interludes, pas de percussions, les morceaux sont bien plus brefs que par la suite. Le titre ne fait pas référence à la drogue (en anglais opiate signifie opium), mais serait inspiré de la célèbre citation de Karl Marx: « La Religion [...] est l'opium du peuple ». Un morceau caché démarre à la sixième piste, après 6 minutes et 6 secondes, en allusion au nombre de la bête.
Bien qu'il s'agisse d'un EP, le disque fut certifié disque d'or en 1996, puis disque de platine en 2005.

## Liste des titres
1. Sweat  – 3:46
2. Hush  – 2:48
3. Part of Me  – 3:17
4. Cold and Ugly (Live)  – 4:09
  -  Enregistré le 31 décembre 1991 au Jello Loft, Hollywood, California
5. Jerk-Off (Live)  – 4:23
  -  Enregistré le 1er janvier 1992 au Jello Loft, Hollywood, California
6. Opiate  – 5:26
  -  Suivie de la piste cachée : The Gaping Lotus Experience - 2:19

## Membres du groupe
- Danny Carey - batterie
- Paul D'Amour - guitare basse
- Maynard James Keenan - chant
- Adam Jones - guitare

## Certifications
| Pays       | Ventes      | Certification | Date       |
| ---------- | ----------- | ------------- | ---------- |
| États-Unis | 500 000 +   | Or            | 12/01/1996 |
| États-Unis | 1 000 000 + | Platine       | 01/04/2005 |